# Le Prieur (cohete)

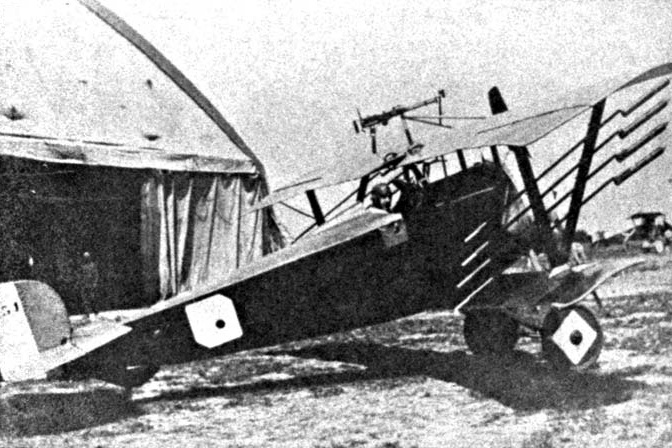
Un Nieuport 16 armado con cohetes Le Prieur.

Los cohetes Le Prieur (Fusées Le Prieur, en francés) eran un tipo de cohetes aire-aire incendiarios franceses empleados en la Primera Guerra Mundial contra globos de observación y dirigibles. Fueron inventados por el Teniente Yves Le Prieur y fueron empleados por primera vez en la Batalla de Verdún, en 1916. Debido a su gran imprecisión, su alcance estaba limitado a unos 115 m.

## Desarrollo
El cohete Le Prieur era básicamente un tubo de cartón lleno con 200 g de pólvora negra y una cabeza cónica de madera unida (con una cinta de papel o lino barnizado), que tenía insertada en su punta una hoja triangular de cuchillo, formando una punta de lanza. Una varilla de madera de forma cuadrangular (generalmente de pino) y de 3 m de longitud estaba unida a la base del cohete y se insertaba en un tubo lanzador unido a los parantes de las alas del biplano.
Como los oficiales de alto rango se mostraron preocupados por el riesgo de incendio del avión atacante, Yves Le Prieur probó su arma instalando un tubo lanzador en una corta sección de las alas de un avión Voisin empernadas en un automóvil Piccard-Pictet (Pic-Pic), uno de los pocos automóviles de la época que podía alcanzar 120 km/h. Como las pruebas tuvieron éxito, el arma rápidamente entró en servicio. 

## Empleo

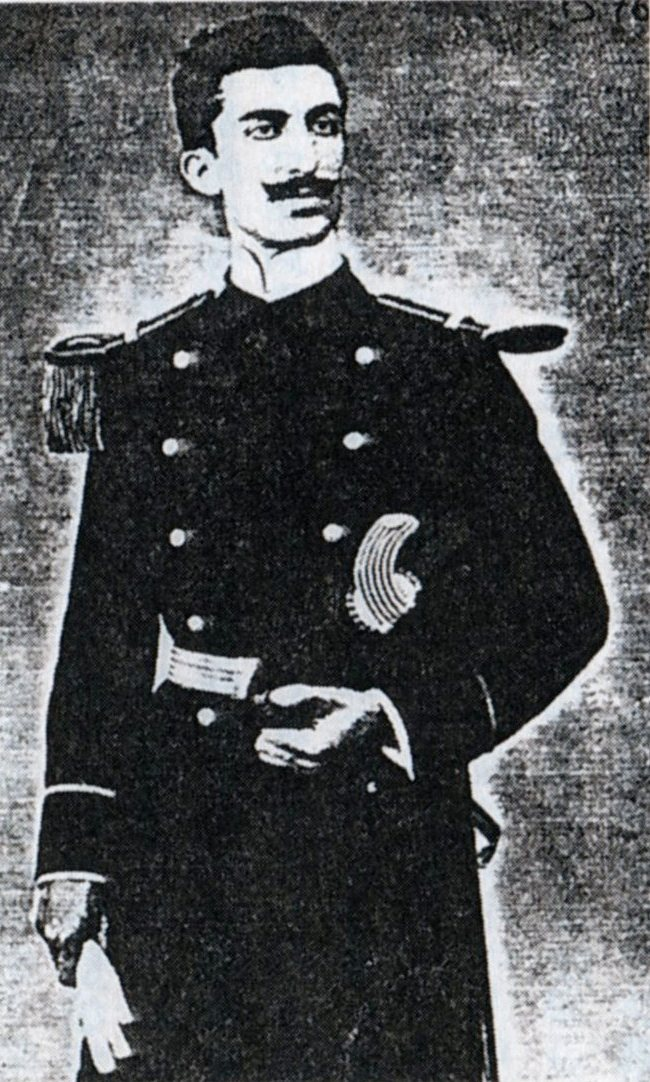
Yves Le Prieur.

Los cohetes era lanzados mediante una descarga eléctrica desde los parantes de las alas de los biplanos, mediante un interruptor en la cabina. El interruptor lanzaba todos los cohetes a la vez. Los cohetes eran generalmente lanzados a una distancia de 100-150 m, con el avión en un ángulo de picado de 45°. Cuanto más agudo era el ángulo de picado, la trayectoria de los cohetes era más recta y el ataque era más preciso. Los ataques se hacían en dirección a la longitud del globo y contra el viento, con el piloto apuntando mediante la mira del avión. Sin embargo, el encendido y el lanzamiento de cada cohete no sucedía inmediatamente, teniendo una demora que variaba ligeramente de un cohete al otro. Por lo tanto, el piloto debía mantener el blanco en su mira y el picado hasta que el último cohete era lanzado.
Derribó exitosamente globos de observación, pero nunca logró derrbar un zepelín, aunque fue empleado por el Reino Unido para defenderse de las incursiones de bombardeo de los zepelines.
Los usuarios de estos cohetes fueron Francia, Reino Unido, Bélgica y Alemania. Después que las ametralladoras de los aviones fueron cargadas con cartuchos trazadores e incendiarios que eran sumamente eficaces contra los aerostatos llenos de hidrógeno, los cohetes fueron gradualmente abandonados durante 1918. Entre los aviones que estuvieron armados con cohetes estuvieron el Nieuport 11/16/17, el SPAD S.VII/S.XIII, el Sopwith Baby/Pup/Camel, el Farman HF.20/21 y el B.E.2/B.E.12. Usualmente iban armados con ocho cohetes, pero el SPAD S.VII llevaba seis y el B.E.12 llevaba diez.      